# Phanerochaete leptoderma
Phanerochaete leptoderma är en svampart som beskrevs av Sheng H. Wu 1990. Phanerochaete leptoderma ingår i släktet Phanerochaete och familjen Phanerochaetaceae.   Inga underarter finns listade i Catalogue of Life.